# Jan Wiegers
Jan Wiegers, né le 31 juillet 1893, à Kommerzijl, et mort le 30 novembre 1959 à Amsterdam, est un peintre, aquarelliste, graveur, lithographe et sculpteur néerlandais.

## Biographie
Jan Wiegers est né le 31 juillet 1893 à Kommerzijl.
Il est formé comme sculpteur par Dirk de Vries Lam (nl) à l'Academie Minerva de Groningue, et il étudie auprès de Frederik Jansen (1856-1928) la peinture à l'Académie royale des beaux-arts de La Haye et auprès du belge A. H. R. Van Maasdijk (1856-1931) à l'Académie van Beeldende Kunsten de Rotterdam. En 1912 il visité l'exposition Sonderbund à Cologne.
Jan Wiegers meurt en 1959 à Amsterdam.